# Aguada de Cima
Aguada de Cima es una freguesia portuguesa del municipio de Águeda. Aldea hasta 1997, fue elevada a villa en ese año por la ley n.º 50/97 de 12 de julio de 1997. Es sede de una freguesia con 27,55 km² de área y 3.952 habitantes (2001). Densidad: 143,4 h/km².
Localizada en la parte sur del municipio, la freguesia de Aguada de Cima tiene como vecinos las freguesias de Borralha al norte, Belazaima do Chão al nordeste, Aguada de Baixo y Barrô al oeste, Recardães al noroeste y el municipio de Anadia al sur.
Es la 7.ª freguesia del municipio en área, la 3.ª en población y la 13.ª en densidad demográfica.
Fue, entre 1514 y 1836, sede de un pequeño municipio constituido apenas por la freguesia de la sede. Tenía, en 1801, 1216 habitantes.

## Lugares de interés
- Aguadalte
- Almas da Areosa
- Bustelo
- Cabeço Grande
- Cabeço da Igreja
- Cabeço de Lama
- Cadaval
- Canavai
- Carvalhitos
- Corsa
- Engenho
- Forcada
- Formigueiro
- Forno
- Garrido
- Ilha
- Ínsua
- Miragaia
- Monte Verde
- Pisão
- Pisão da Forcada
- Outeiro
- Povoa de Baixo
- Povoa de S. Domingos
- Povoa do Teso
- Povoa de Vale Trigo
- S. Martinho
- Seixo
- Teso
- Vale Grande
- Vale do Lobo
- Vila

## Património
- Pelourinho de Aguada de Cima (fragmentos)